# Reacción xantoproteica

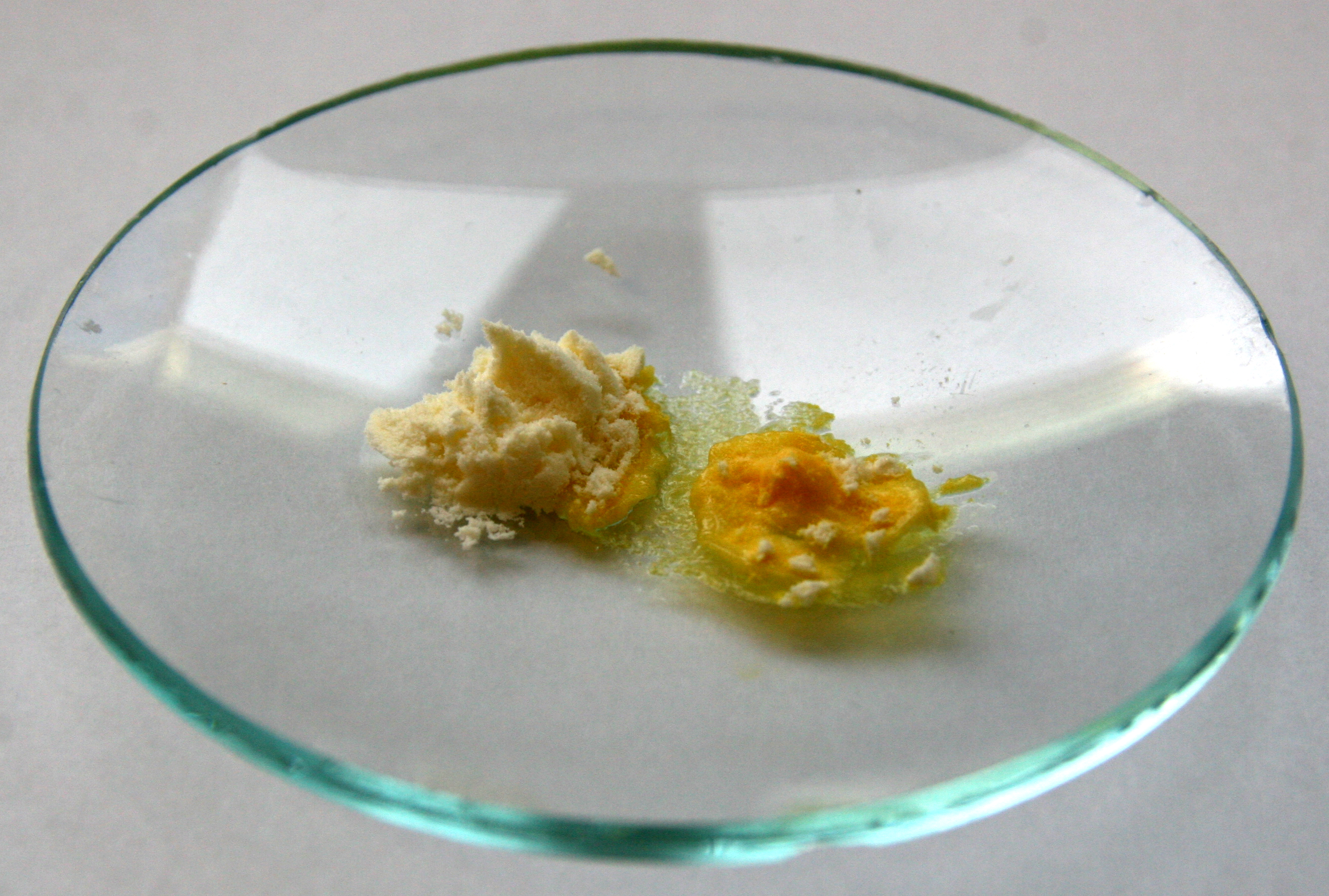
Reacción xantoproteica sobre un vidrio de reloj

La reacción xantoproteica Es un método que se puede utilizar para determinar la presencia de proteínas solubles en una solución, empleando ácido nítrico concentrado. La prueba da resultado positivo en aquellas proteínas con aminoácidos portadores de grupos aromáticos, especialmente en presencia de tirosina. Si una vez realizada la prueba se neutraliza con un álcali, se vuelve color amarillo oscuro. 
La reacción xantoproteica se puede considerar como una sustitución electrofílica aromática de los residuos de tirosina de las proteínas por el ácido nítrico dando un compuesto coloreado amarillo a pH básico.
Según las guías químicas es una reacción cualitativa, mas no cuantitativa. Por ende determina la presencia o no de proteínas. Para cuantificar se usa otra reacción, como la de Biuret, y se hace un análisis espectrofotométrico. 
La reacción xantoproteica es un método que se puede utilizar para determinar la presencia de proteínas solubles en una solución, empleando ácido nítrico concentrado.La reacción xantoproteica se puede considerar como una sustitución electrofílica aromática de los residuos de tirosina de las proteínas por el ácido nítrico dando un compuesto coloreado amarillo a pH ácido.
Da positivo a cuando existen grupo fenolicos, como es el caso de La tirosina.
Rxn químicas para la identificación de proteínas.
La producen los péptidos y las proteínas, pero no los aminoácidos, ya que se debe a la presencia del enlace peptídico (- CO- NH -) que se destruye al liberarse los aminoácidos.
Cuando una proteína se pone en contacto con un álcali concentrado, se forma una sustancia compleja denominada Biuret.
-Positiva: si al agregar el reactivo de sulfato
de cobre más solución de proteína precipito
una coloración violeta quedando en el fondo
del tubo una tonalidad azul cielo.
- Negativa: Precipitando a una coloración.
(Identificación de Proteínas,Laura Jutinico)
Actualizada 9 de octubre de 2013
- Datos: Q899096